# Carl Friedrich Wilhelm Ludwig
Carl Friedrich Wilhelm Ludwig, nemški zdravnik in fiziolog, * 29. december 1816, Witzenhausen, Nemčija, † 23. april 1895, Leipzig, Nemčija.  
Ludwig je leta 1842 postal profesor fiziologije in leta 1846 primerjalne anatomije. Po poučevanju v Zürichu in Dunaju je leta 1865 odšel na Univerzo v Leipzigu kjer je ustanovil Fiziološki inštitut, ki danes nosi njegovo ime. Raziskoval je na različnih področjih, med njimi fiziologijo krvnega tlaka, izločal in anestezijo. Za svoje raziskave je leta 1884 prejel Copleyjevo medaljo Kraljeve družbe iz Londona.
Od leta 1932 Nemško društvo za kardiologijo podeljuje Častno medaljo Carla Ludwiga za izjemne raziskovalce na področju raziskovanja srca in ožilja.